# Dichroman pyridinia
Dichroman pyridinia (zkráceně PDC), také nazývaný Cornforthovo činidlo, je organická sloučenina, pyridiniová sůl dichromanového aniontu se vzorcem [C5H5NH]2[Cr2O7]. Objevil ji australsko-britský chemik John Cornforth v roce 1962.
Jedná se o silné oxidační činidlo, které převádí primární alkoholy na aldehydy a sekundární alkoholy na ketony. Svou strukturou a využitím se podobá jiným sloučeninám šestimocného chromu, jako jsou chlorchroman pyridinia a Collinsovo činidlo. Kvůli své toxicitě se tato činidla již příliš často nepoužívají.

## Příprava a vlastnosti
Cornforthovo činidlo se připravuje pomalým přidáváním koncentrovaného vodného roztoku oxidu chromového k pyridinu. Při reakci může dojít k výbuchu, čemuž lze zamezit
pomalým rozpouštěním oxidu ve vodě a chlazením roztoku ledem. Produkt se odfiltruje, promyje acetonem a vysuší, čímž se vytvoří oranžový prášek, stálý na vzduchu, nehygroskopický a vytvářející téměř neutrální roztoky, díky čemuž se s ním snadno nakládá; pyridiniové kationty mu dodávají pouze mírnou kyselost. Snadno se rozpouští ve vodě, dimethylformamidu a dimethylsulfoxidu (DMSO). Má špatnou rozpustnost v acetonu a chlorovaných organických rozpouštědlech, jako je dichlormethan, kde tvoří suspenze.

## Použití
Dichroman pyridinia se používá na oxidace primárních alkoholů na aldehydy a sekundárních na ketony, a to jak rozpuštěných, tak i suspenzí. Toto využití bylo poprvé popsáno v  1969, ovšem plně rozvinuto až roku 1979. E. J. Corey a G. Schmidt popsali oxidaci nasycených primárních alkoholů pomocí PDC, za použití dimethylformamidu jako rozpouštědla, jejímiž produkty byly karboxylové kyseliny. K oxidaci na karboxylové kyseliny ovšem nedošlo u allylových a benzylových primárních alkoholů.
Oxidace se obvykle provádějí za pokojové teploty, při téměř neutrálních pH a v dimethylformamidu, dichlormethanu, nebo jejich směsi. Druh rozpouštědla či jejich poměr ovlivňují rychlost reakce; vyšší obsah dimethylformamidu vede k rychlejšímu průběhu. Pomalé oxidace některých alkoholů lze urychlit přidáním molekulových sít, organických kyselin nebo anhydridu kyseliny octové či směsí těchto látek. Molekulová síta fungují nejlépe, když mají průměr pórů kolem 0,3 nm. Z organických kyselin se používají kyselina octová a pyridiniové soli kyseliny trifluoroctové a trifluormethansulfonové. Dochází přitom k významnému urychlení reakcí, ale i okyselení reakčního prostředí. Podobného urychlení lze dosáhnout i s acetanhydridem, využívaným například ve výzkumu sacharidů a nukleosidů. Rychlost reakce závisí i na formě reaktantů, takže se obvykle používají suché. Nevýhodou těchto urychlujících činidel je, že mohou spouštět jiné oxidační dráhy a tak snižovat selektivitu.
Cornforthovo činidlo se podobá dalším solím pyridinia a oxidu chromového, jako jsou chlorchroman pyridinia, [PyH][CrO3Cl], Collinsovo činidlo, CrO3·2Py v dichlormethanu, a Sarretovu činidlu, CrO3·2Py v pyridinu.

## Bezpečnost
Cornforthovo činidlo je vysoce toxické pro vodní organismy a při úniku ve větších množství může způsobit dlouhodobé poškození životního prostředí. Dráždí kůži a sliznice a může vyvolávat alergické reakce; také má karcinogenní účinky. Jako silné oxidační činidlo může dichroman pyridinia podporovat požáry, kdy se uvolňují oxid uhelnatý, oxid uhličitý a toxický kovový kouř. K hašení těchto požárů lze použít vodu nebo CO2.